# Copernicus (Schiff)
Die Copernicus ist eine Ro-Pax-Fähre, die von der polnischen Reederei Unity Line im Fährverkehr zwischen Swinemünde und Trelleborg eingesetzt wird.

## Geschichte
Das Schiff wurde unter der Baunummer 5924 auf der Fincantieri-Werft als Puglia für die italienische Reederei Tirrenia di Navigazione gebaut. Die Kiellegung fand am 6. November 1993, der Stapellauf am 5. Januar 1995 statt. Die Fertigstellung des Schiffes erfolgte am 11. Mai 1995.
Das Schiff war das letzte einer aus sieben Einheiten bestehenden Serie, die im Rahmen des italienischen Viamare-Projektes gebaut wurden. Ziel war es, Lkw-Transporte in Italien von der Straße auf das Meer zu verlagern. Vier der Schiffe wurden auf der niederländischen Werft Van der Giessen-De Noord in Krimpen aan den IJssel und drei auf der italienischen Werft Fincantieri in Palermo gebaut.
Die Reederei Tirrenia di Navigazione setzte das Schiff auf ihren Fährlinien an der italienischen Westküste ein. 2017 fuhr das Schiff vorübergehend für die Reederei Moby Lines. Ende 2017 wurde es an die zypriotisch-polnische Reederei Euroafrica Services verkauft und in Copernicus umbenannt. Das Schiff wurde in Stettin umgebaut und anschließend von Euroafrica Shipping Lines in den von Unity Lines betriebenen Liniendienst zwischen Swinemünde und Trelleborg eingebracht. Es ersetzte hier die 1977 gebaute Kopernik. Unity Line betreibt mit der Galileusz bereits seit 2006 ein Schwesterschiff der Copernicus.

## Technische Daten und Ausstattung
Das Schiff wird von zwei Sulzer-Dieselmotoren des Typs 8ZAL40S mit jeweils 5760 kW Leistung angetrieben. Die Motoren wirken auf zwei Verstellpropeller. Das Schiff ist mit zwei mit jeweils 750 kW Leistung angetriebenen Bugstrahlrudern ausgestattet.
Das Schiff verfügt über zwei Fahrzeugdecks, die an Bord durch eine Rampe miteinander verbunden sind. Das Fahrzeugdeck auf dem Hauptdeck ist über eine Heckrampe zugänglich. Das obere Fahrzeugdeck ist in der vorderen Hälfte von den Decksaufbauten überbaut, die hintere Hälfte ist nach oben offen. Die Decksaufbauten wurden beim Umbau der Fähre 2018 erweitert, wodurch unter anderem die Passagierkapazität erhöht wurde. Die Brücke befindet sich im Bugbereich auf dem obersten Deck. Sie ist über die gesamte Breite geschlossen. Zur besseren Übersicht beim An- und Ablegen und dem Manövrieren in engen Fahrwassern gehen die Nocken etwas über die Schiffsbreite hinaus.